# Everybody's Got Something to Hide Except Me and My Monkey
Everybody's Got Something to Hide Except Me and My Monkey è una canzone dei Beatles scritta da John Lennon e Paul McCartney, pubblicata nel 1968 nell'album The Beatles (conosciuto anche come Doppio bianco o White Album).
È la canzone della discografia dei Beatles dal titolo più complesso.

## Il brano

### Origine e storia
A proposito di questo pezzo John Lennon disse, in un'intervista del 1980: «...Parla di me e Yoko. Tutti quanti sembravano paranoici a parte noi due che eravamo nell'idillio dell'amore. Tutto ti appare chiaro quando sei innamorato. Tutti sembravano tesi attorno a noi sai, tipo; Cosa ci fa lei qui durante le sessioni? Perché lei sta con lui? Follie di questo tipo erano generate semplicemente dal nostro desiderio di stare sempre insieme...»
L'interpretazione più diffusa propende ad assegnare a Yōko Ono la paternità della definizione "monkey", poiché quello era il soprannome con cui John, in quel periodo, amava chiamarla.
L'espressione "monkey" (scimmia) o "monkey on the back" (scimmia sulla spalla) aveva tra i musicisti jazz degli anni quaranta e cinquanta un significato gergale riferito all'uso di droghe, e nello specifico per indicare chi si faceva di eroina.

### Registrazione
La base ritmica del brano fu registrata presso gli Abbey Road Studios il 26 giugno 1968, e l'incisione proseguì il giorno seguente e il 1º del mese successivo per essere completata il 23 luglio.
Si tratta di uno dei pezzi più "duri", tra quelli presenti nel White Album, insieme a Birthday, Helter Skelter, Yer Blues, è un tentativo da parte del quartetto di Liverpool (e in particolare del suo autore John Lennon), di discostarsi dal consueto sound melodico del gruppo, suonando in maniera più selvaggia e veloce un pezzo maggiormente rock.

### Testo e significato
Nel libro di Alan Aldridge Yoko Ono commentò, sinteticamente ma efficacemente, il senso della canzone, dicendo: «Io sono molto timida, anche John è timido».
(Everybody's Got to Hide...)
La filosofia lennoniana del momento, sotto l'influenza di Yoko Ono, sembrò indirizzarsi verso un mondo etico-morale-comportamentale autentico, genuino, in cui i protagonisti della canzone venivano invitati a essere se stessi e a liberarsi di tabù e di maschere artificiose.

## Cover
- Nel 1969 Fats Domino eseguì una reinterpretazione della canzone (etichetta Reprise).
- Il gruppo americano The Feelies incise una nuova versione della canzone, inclusa nel loro album d'esordio intitolato Crazy Rhythms, pubblicato nell'aprile del 1980.